# Batu Nagodang Siatas
Batu Nagodang Siatas is een bestuurslaag in het regentschap Humbang Hasundutan van de provincie Noord-Sumatra, Indonesië. Batu Nagodang Siatas telt 697 inwoners (volkstelling 2010).